# Roma 2

## Storia
La zona è situata in località Santa Palomba, dove la via Ardeatina all'altezza del Km 20+000 incrocia via della Solfatara, in prossimità di via Cesare Fiorucci (sede dell'omonimo stabilimento di produzione alimentare) ed è attraversata da un'unica strada (Viale delle Arti) e una piazza principale (P.le P.L. Nervi) ed è confinante al Municipio Roma IX.
Il territorio appartiene al Comune di Pomezia e il progetto architettonico è stato ideato dall'architetto Mario Novelli, ispirandosi al quartiere residenziale Milano 2, costruito nel Comune di Segrate (MI).
Il quartiere ha cominciato a svilupparsi agli inizi degli anni novanta con le prime 4 palazzine ed è oggi composto da 11 edifici residenziali, più un'altra in fase di realizzazione, un hotel, e una scuola media.  Il quartiere è direttamente collegato tramite sentiero pedonale alla Stazione di Pomezia ove è possibile giungere alla Stazione Termini, in 18 minuti grazie alla FR7 - FR8.
È presente un ampio Parco giochi e il quartiere visto dall'alto, ha la forma di un cuore.
Da poco è stato deliberato da parte del Comune di Pomezia la costruzione di un quartiere adiacente a Roma2.
Quartiere che sorgerà grazie al piano zona 167

## Infrastrutture e trasporti
- FR8 (ferrovia regionale del Lazio), FR7 (ferrovia regionale del Lazio)
- Linea 1 Troiani Bus (Pomezia - Stazione S. Palomba - Roma 2 - Campobello.)

- Linea 12 Troiani Bus (Campo Ascolano - Torvajanica - Pomezia - Cimitero urbano Santa Palomba Stazione FS - Roma 2).

- Linea 41 Troiani Bus (Pomezia - Cimitero urbano - College "Selva dei pini" - S. Procula - Stz FS Santa Palomba - Roma 2).